# Рубен Бараха
Рубен Бараха (ісп. Rubén Baraja, нар. 11 липня 1975, Вальядолід) — іспанський футболіст, що грав на позиції півзахисника. По завершенні ігрової кар'єри — футбольний тренер. З 2023 року очолює тренерський штаб клубу «Валенсія». Відомий виступами за «Валенсію», а також національну збірну Іспанії.

## Клубна кар'єра
У дорослому футболі Бараха дебютував 1993 року виступами за команду клубу «Реал Вальядолід-B», в якій провів два сезони, взявши участь у 46 матчах чемпіонату.
Згодом з 1993 по 2000 рік він грав у складі команд клубів «Реал Вальядолід» та «Атлетіко».
2000 року Рубен перейшов до клубу «Валенсія», за який відіграв 10 сезонів. Більшість часу, проведеного у складі «Валенсії», був основним гравцем команди. За цей час двічі виборював титул чемпіона Іспанії, ставав володарем Кубка Іспанії з футболу, володарем Кубка УЄФА, володарем Суперкубка УЄФА. Завершив професійну кар'єру футболіста виступами за команду «Валенсія» у 2010 році.

## Виступи за збірні
2000 року дебютував в офіційних матчах у складі національної збірної Іспанії. Протягом кар'єри у національній команді, яка тривала 6 років, провів у формі головної команди країни 43 матчі, забивши 7 голів.
У складі збірної був учасником чемпіонату світу 2002 року в Японії і Південній Кореї, чемпіонату Європи 2004 року в Португалії.

## Кар'єра тренера
Рубен Бараха розпочав тренерську кар'єру невдовзі по завершенні кар'єри гравця, 2011 року, увійшовши до тренерського штабу клубу «Атлетіко».
Влітку 2013 року він повернувся до головного клубу «Валенсії», спочатку тренуючи молодь, а потім резерв.
12 липня 2015 року Бараха був призначений головним тренером «Ельче», який перейшов до другого дивізіону. 6 червня наступного року він пішов у відставку після того, як не зміг узгодити нові умови.
8 листопада 2016 року Бараха очолив команду іншої ліги «Райо Вальєкано». Після лише трьох перемог у 13 іграх, він був звільнений 20 лютого 2017 року, оскільки вони перебували лише на очко вище місця вильоту.
Бараха був призначений у хіхонський «Спортинг» 12 грудня 2017 року. Ближче до кінця сезону його дискваліфікували на чотири матчі та оштрафували на 3005 євро за те, що він перешкодив Серхі Паленсії з команди «Барселона Б» виконати вкидання; це сталося у першій грі плей-оф, у якій врешті-решт чемпіон «Реал Вальядолід» у півфіналі переміг астурійців із загальним рахунком 5–2.
18 листопада 2018 року Бараха був звільнений після поразки в астурійському дербі проти «Реал Ов'єдо», залишивши команду на 14-му місці з серією лише в одну перемогу з 11 матчів. У грудні наступного року він став тренером «Тенерифе» у тій самій лізі, зумів уникнути вильоту, але все одно залишив клуб 20 липня 2020 року.
Бараха змінив Віктора Фернандеса на чолі клубу «Реал Сарагоса» 20 серпня 2020 року. Він був звільнений від своїх обов'язків 9 листопада після невдалого початку сезону.
14 лютого 2023 року Бараха повернувся до свого колишнього клубу «Валенсія» як головний тренер.

## Статистика виступів
| Сезон                       | Команда                     | Чемпіонат                   | Чемпіонат | Чемпіонат | Кубок | Кубок | Кубок | Єврокубки | Єврокубки | Єврокубки | Інші змагання | Інші змагання | Інші змагання | Усього | Усього |
| Сезон                       | Команда                     | Ліга                        | Ігор      | Голів     | Ліга  | Ігор  | Голів | Ліга      | Ігор      | Голів     | Ліга          | Ігор          | Голів         | Ігор   | Голів  |
| --------------------------- | --------------------------- | --------------------------- | --------- | --------- | ----- | ----- | ----- | --------- | --------- | --------- | ------------- | ------------- | ------------- | ------ | ------ |
| 1993–94                     | «Реал Вальядолід»           | ЧІ                          | 5         | 1         | КІ    | ?     | ?     | -         | -         | -         | -             | -             | -             | 5      | 1      |
| 1994–95                     | «Реал Вальядолід»           | ЧІ                          | 9         | 0         | КІ    | ?     | ?     | -         | -         | -         | -             | -             | -             | 9      | 0      |
| 1995–96                     | «Реал Вальядолід»           | ЧІ                          | 27        | 1         | КІ    | ?     | ?     | -         | -         | -         | -             | -             | -             | 27     | 1      |
| Усього за «Реал Вальядолід» | Усього за «Реал Вальядолід» | Усього за «Реал Вальядолід» | 41        | 2         |       | ?     | ?     |           | ?         | ?         |               | -             | -             | 41     | 2      |
| 1998–99                     | «Атлетіко»                  | ЧІ                          | 8         | 1         | КІ    | 4     | 0     | КУЄФА     | 2         | 0         | -             | -             | -             | 14     | 1      |
| 1999–00                     | «Атлетіко»                  | ЧІ                          | 26        | 3         | КІ    | 5     | 2     | КУЄФА     | 6         | 2         | -             | -             | -             | 37     | 7      |
| Усього за «Атлетіко»        | Усього за «Атлетіко»        | Усього за «Атлетіко»        | 34        | 4         |       | 9     | 2     |           | 8         | 2         |               | -             | -             | 51     | 8      |
| 2000–01                     | «Валенсія»                  | ЧІ                          | 35        | 4         | КІ    | 2     | 1     | ЛЧ        | 15        | 2         | -             | -             | -             | 52     | 7      |
| 2001–02                     | «Валенсія»                  | ЧІ                          | 17        | 7         | КІ    | 0     | 0     | КУЄФА     | 1         | 0         | -             | -             | -             | 18     | 7      |
| 2002–03                     | «Валенсія»                  | ЧІ                          | 35        | 5         | КІ    | 1     | 0     | ЛЧ        | 12        | 4         | СІ            | 2             | 0             | 50     | 9      |
| 2003–04                     | «Валенсія»                  | ЧІ                          | 35        | 8         | КІ    | 6     | 3     | КУЄФА     | 11        | 2         | -             | -             | -             | 52     | 13     |
| 2004–05                     | «Валенсія»                  | ЧІ                          | 25        | 7         | КІ    | 2     | 0     | ЛЧ+КУЄФА  | 6+2       | 1+0       | СІ+СУ         | 2+1           | 0+0           | 38     | 8      |
| 2005–06                     | «Валенсія»                  | ЧІ                          | 31        | 4         | КІ    | 2     | 0     | КІ        | 1         | 0         | -             | -             | -             | 34     | 4      |
| 2006–07                     | «Валенсія»                  | ЧІ                          | 14        | 1         | КІ    | 1     | 0     | ЛЧ        | 3         | 0         | -             | -             | -             | 18     | 1      |
| 2007–08                     | «Валенсія»                  | ЧІ                          | 25        | 2         | КІ    | 8     | 1     | ЛЧ        | 3         | 0         | -             | -             | -             | 36     | 3      |
| 2008–09                     | «Валенсія»                  | ЧІ                          | 28        | 3         | КІ    | 4     | 1     | КУЄФА     | 4         | 1         | СІ            | 2             | 0             | 38     | 5      |
| 2009–10                     | «Валенсія»                  | ЧІ                          | 18        | 0         | КІ    | 2     | 0     | ЛЄ        | 2         | 0         | -             | -             | -             | 22     | 0      |
| Усього за «Валенсію»        | Усього за «Валенсію»        | Усього за «Валенсію»        | 263       | 41        |       | 28    | 6     |           | 39+20+1   | 7+3       |               | 6+1           | 0             | 358    | 57     |
| Усього за кар'єру           | Усього за кар'єру           | Усього за кар'єру           | 338       | 47        |       | 37    | 8     |           | 58        | 12        |               | 7             | 0             | 450    | 67     |

## Титули і досягнення
Чемпіонат Іспанії
- Чемпіон (2): 2001-02, 2003-04

Кубок Іспанії
- Володар (1): 2007-08

Кубок УЄФА
- Володар (1): 2003—04

Суперкубок УЄФА
- Володар (1): 2004

Ліга чемпіонів
- Фіналіст (1): 2000–01